# لئونا باگگارتنر
لئونا باگگارتنر (انگلیسی: Leona Baumgartner؛ ۱۸ اوت ۱۹۰۲ – ۱۵ ژانویه ۱۹۹۱) پزشک و استاد دانشگاه اهل ایالات متحده آمریکا و از برندگان جایزه آکادمی ملی علوم بود.